# Équipe de Libye féminine de football
Cet article traite de l'équipe féminine. Pour l'équipe masculine, voir Équipe de Libye de football.
Actualités
L'équipe de Libye féminine de football est l'équipe nationale qui représente la Libye dans les compétitions internationales de football féminin. Elle est gérée par la Fédération de Libye de football.

## Histoire
Sous l'ère Kadhafi, les footballeuses libyennes évoluent dans des gymnases dans un format réduit. Depuis la Première guerre civile libyenne, le football féminin à onze est autorisé. En juillet 2013, la sélection devait participer à un tournoi amical en Allemagne  réunissant des sélections féminines du Moyen-Orient, mais la Fédération se désiste une semaine avant la compétition, avançant la raison du ramadan ; certains groupes extrémistes émettaient aussi des critiques voire des menaces dans le pays, contraignant la sélection à s'entraîner dans le secret.
Son premier match officiel est prévu en mars 2016 contre l'Égypte dans le cadre des qualifications pour la Coupe d'Afrique des nations féminine 2016 ; les Libyennes s'inclinent sur le score de 0-8.